# Jerome Kaino
Jerome Kaino (nacido el 6 de abril de 1983) es un exjugador de rugby neozelandés nacido en la Samoa Americana.
En 2004, fue elegido por la IRB "Jugador internacional del año sub-21". En 2011, jugó todos los partidos de la Copa del Mundo de Rugby de 2011 como parte de los All Blacks, siendo parte del primer equipo All Blacks que ganaba la Copa Mundial desde 1987. Kaino fue el segundo ciudadano estadounidense de origen samoano que jugó para los All Blacks. El primero fue Frank Solomon en 1931.

## Primeros años
Kaino nació el 6 de abril de 1983 en el Centro Médico Tropical Lyndon B. Johnson en Faga'alu, en territorio estadounidense de la Samoa Americana como el tercero de seis hijos. En 1987 a la edad de cuatro años, él y su familia se trasladaron desde su pueblo natal de Leone (Tutuila), a Papakura, Auckland. Después de asentarse en Papakura, jugó rugby a 13 junior para los Papakura Sea Eagles antes de pasarse al rugby union en la escuela secundaria en Papakura High School y Saint Kentigern College donde le ofrecieron una beca de rugby. Si Kaino no hubiera ido a Nueva Zelanda siguiendo la indicación de su tío, sus padres creían que él habría acabado en el Ejército de Estados Unidos.

## Carrera con Auckland y los Blues
Kaino hizo su debut con Auckland en 2004 y con los Blues en la temporada 2006 de Super 14. En 2012 se anunció que dejaría los Blues por el club japonés Toyota Verblitz en un trato de dos años.
El 4 de octubre de 2013, Kaino anunció que había vuelto a firmar con New Zealand Rugby Union, North Harbour y Auckland Blues en un contrato de dos años. Se esperaba que volviese a Nueva Zelanda en febrero a tiempo para el comienzo de la temporada de Super Rugby 2014.
En 2018 deja los Blues para irse al Stade Toulousain de Francia.

## Carrera internacional
Su primer partido con los All Blacks fue una aparición, que no contó como cap, contra los Barbarians en Twickenham donde fue elegido "hombre del partido".[cita requerida] Fue en ese momento cuando se convirtió en el segundo estadounidense en jugar para el equipo nacional de Nueva Zelanda. El primero fue Frank Solomon en 1931 que nació en la capital de la Samoa Americana, Pago Pago. Kaino jugó sus primeros dos test matches contra Irlanda en 2006.
Se le conoce como un jugador versátil. En el partido de la Bledisloe Cup el 31 de julio de 2010, Kaino jugó de segunda línea para los All Blacks después de que Tom Donnelly fuese reemplazado. Victor Vito pasó a ser flanker por el lado ciego, mientras que Kaino se movió a la posición de lock.[cita requerida]
En 2011 Kaino tuvo un papel importante en la victoria de All Blacks en la Copa del Mundo. Fue elegido en el XV titular para cada juego. Jugó cada minuto de cada juego salvo los últimos segundos de la semifinal contra Australia. Hizo cuatro ensayos en la Copa del Mundo.
Seleccionado para disputar la Copa del Mundo de Rugby de 2015, en el partido de cuartos de final, victoria 13-62 sobre Francia, anotó uno de los nueve ensayos de su equipo, en el minuto 49. En la semifinal Nueva Zelanda-Sudáfrica, ganada por el primero de los dos equipos 20-18, Jerome Kaino anotó el primero de los dos ensayos de su equipo, en el minuto 5.
Formó parte del equipo que ganó la final ante la Australia por 34-17, entrando en la historia del rugby al ser la primera selección que gana el título de campeón en dos ediciones consecutivas.

### Palmarés y distinciones notables
- Rugby Championship: 2008, 2010 , 2013 y 2014 (Nueva Zelanda)
- Copa Mundial de Rugby de 2011 y 2015
- Seleccionado para jugar con los Barbarians
- Campeón del Top 14 de 2018–19.
- Copa de Europa de 2020-21